# Helma Chrenko
Helma Chrenko (auch Wilhelma Chrenko; * 3. Februar 1938; † 1. Februar 2022) war eine deutsche Historikerin und Lateinamerikawissenschaftlerin.

## Leben und Leistungen
Helma Chrenko studierte Geschichte und Germanistik. 1976 wurde sie mit der Arbeit Grundprobleme der Strategie und Taktik der Peruanischen Kommunistischen Partei unter den Bedingungen eines fortschrittlichen Militärregimes (1968 bis 1975) am Institut für Gesellschaftswissenschaften beim ZK der SED in Berlin promoviert. Die Arbeit wurde nicht veröffentlicht, sondern als vertrauliche Verschlusssache behandelt. Nach der Promotion wurde Chrenko Dozentin am Institut für Internationale Arbeiterbewegung der Akademie für Gesellschaftswissenschaften beim ZK der SED. Im September 1988 wurde sie dort Professorin für Internationale Arbeiterbewegung. 1990 wurde die Institution aufgelöst. Chrenko wurde nun Koordinatorin des Arbeitskreises Lateinamerika der PDS. Sie gehörte dem Ältestenrat der Linken an. Chrenko arbeitete auch als Übersetzerin linker lateinamerikanischer Autoren.

## Schriften
- mit Rudi Kaeselitz: Probleme des revolutionären Kampfes in Lateinamerika. Kuba, Chile, Peru, Dietz, Berlin 1977
- Lateinamerika. Neue Etappe im Ringen um nationale u. soziale Befreiung, Dietz, Berlin 1984
- mit Peter Stier: Halbierung der globalen Armut bis 2015? Für eine nachhaltige Entwicklungspolitik, VSA, Hamburg 2002 ISBN 3-87975-890-5
- Herausgeberin: Lateinamerika im Aufbruch. Widerstand und Aufbau von Alternativen. Konferenzbeiträge, Helle Panke, Berlin 2006 (Pankower Vorträge, H. 85)
- Alternative Wirtschaftsstrategien in Lateinamerika. Herausforderungen für die europäische Linke. Beiträge einer Internationalen Konferenz, Helle Panke, Berlin 2008 (Pankower Vorträge, H. 119)
- Demokratische Wege gesellschaftlicher Veränderungen in Lateinamerika. Der Kampf um neue Verfassungen, Helle Panke, Berlin 2009 (Pankower Vorträge, H. 133)